# Virgínio da Gama Lobo
Virgínio da Gama Lobo (Recife, 15 de março de 1843 — ?, ?) foi um político brasileiro.
Foi deputado à Assembleia Legislativa Provincial de Santa Catarina na 20ª legislatura (1874 — 1875).